# Plutarco Elías Calles (Cura Hueso)
Plutarco Elías Calles (Cura Hueso) es una localidad del municipio de Centro ubicado en la subregión centro del estado mexicano de Tabasco.

## Geografía
La localidad de Plutarco Elías Calles (Cura Hueso) se sitúa en las coordenadas geográficas 17°57′42″N 92°55′40″O / 17.961667, -92.927778, a una elevación de 4 metros sobre el nivel del mar.

## Demografía
Según el Conteo de Población y Vivienda 2020, efectuado por el Instituto Nacional de Estadística y Geografía, la localidad de El Zapotal tiene 1,446  habitantes, de los cuales 699 son del sexo masculino y 747 del sexo femenino. Su tasa de fecundidad es de 1.66 hijos por mujer y tiene 414 viviendas particulares habitadas.
| Gráfica de evolución demográfica de El Zapotal entre 1921 y 2020 |
|                                                                  |
| INEGI.                                                           |